# Delta Force (Film)

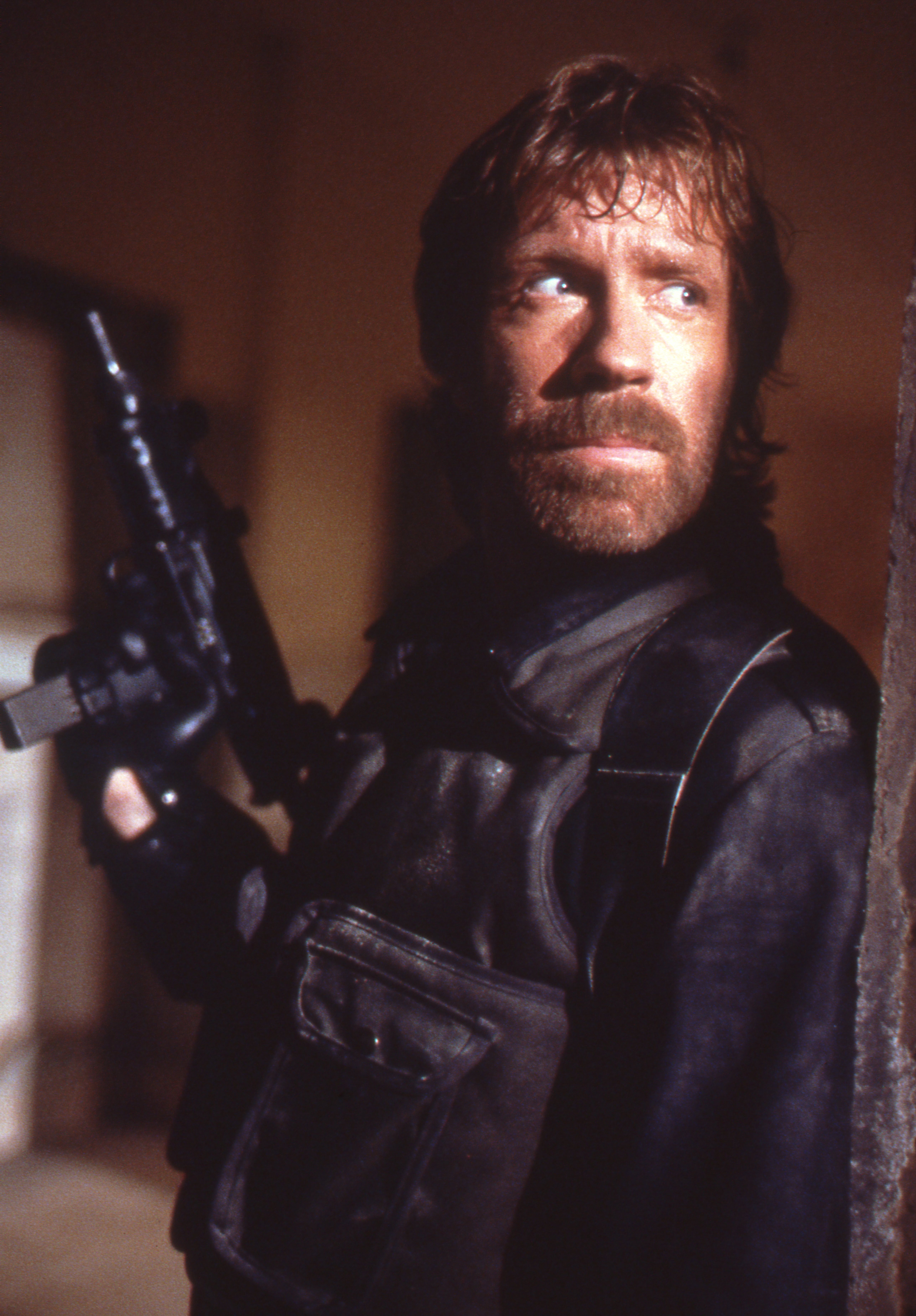
Chuck Norris

Delta Force ist ein US-amerikanischer Actionfilm aus dem Jahre 1986, mit Chuck Norris in der Hauptrolle des Anti-Terror-Experten und Delta-Soldaten Major Scott McCoy. Der Film wurde von Cannon Films produziert.

## Handlung
Major Scott McCoy und sein Partner Colonel Nick Alexander sind Kommandeure der Delta Force, einer Eingreiftruppe der Vereinigten Staaten, die am 21. November 1977 aufgestellt wurde und den Einsatzschwerpunkt Terrorismusbekämpfung hat. Der Film beginnt mit der missglückten Befreiung der Geiseln in der Amerikanischen Botschaft in Teheran. Captain McCoy rettet einen Soldaten aus einem brennenden Hubschrauber und wird daraufhin zum Major befördert.
Terroristen unter der Führung von Abdul entführen eine Boeing 707 der American Travelways Airlines (ATW) auf dem Flug 282 von Athen nach Rom. Der Präsident setzt McCoy und dessen Truppe auf Abdul an. Abdul separiert die jüdischen Geiseln und lässt diese bei einem Zwischenstopp in Beirut heimlich von Bord bringen. Auch zwei Soldaten der Navy werden mit abtransportiert, außerdem ein Priester, der sich den jüdischen Geiseln anschloss. Gleichzeitig kommen weitere Kämpfer von Abduls Organisation an Bord, was der Delta Force ebenfalls verborgen bleibt, sie gehen weiterhin von zwei Hijackern aus.
Dann fliegt die Maschine weiter nach Algier und landet dort. Alle weiblichen Geiseln werden freigelassen. Das Kommando ist in einer Lockheed C-130 gefolgt und bereitet die Stürmung der Maschine vor, wird aber in letzter Sekunde von Colonel Alexander zurückgerufen, der von der deutschen Stewardess Ingrid erfahren hat, dass weitere Entführer an Bord sind. Aus Rache töten die Entführer den dritten an Bord befindlichen Navysoldaten und werfen ihn aus der startenden Maschine.
Die Boeing kehrt zurück nach Beirut, wo Abduls Terrororganisation namens New World Revolutionary Organization offensichtlich beheimatet ist und halboffizielle Unterstützung erhält. Die verbliebenen Geiseln werden in einer Schule gefangen gehalten.
McCoy und sein Partner Pete Peterson reisen als kanadische Reporter getarnt nach Beirut, um mithilfe eines griechisch-orthodoxen Priesters, der für den Mossad arbeitet, die Lage auszukundschaften und die Befreiungsaktion vorzubereiten. Der Priester wird enttarnt und gefangen genommen. Er entzieht sich der Folter und möglichem Verrat durch einen Sturz vom Balkon und stirbt. Dennoch müssen McCoy und Peterson unter Beschuss fliehen, können aber entkommen.
In der Nacht infiltriert das gesamte Kommando von Colonel Alexander und die Befreiungsaktion startet. Der Großteil der Geiseln kann rasch abtransportiert werden. McCoy sprengt das Gebäude, als die Unterstützung der New World Revolutionary Organization anrückt. Abdul ist jedoch mit einem kleineren Teil der Geiseln geflohen.
Peterson findet heraus, wohin Abdul flieht, und dem Kommando gelingt die Befreiung der restlichen Geiseln. Bei diesem Gefecht wird Peterson schwer getroffen. McCoy kann auch Abdul schließlich töten. Sie fahren zum Flughafen und überwältigen die Wachen am Flugzeug. McCoy schießt die Startbahn frei und das Kommando entkommt mit den Geiseln nach Israel. Peterson stirbt während des Fluges. Von Israel aus fliegt Colonel Alexander mit seiner Truppe sofort weiter Richtung Heimat.

## Drehort
Der Film wurde fast vollständig in Israel gedreht, Menahem Golan und Yoram Globus nutzten dafür die von ihnen neu eröffneten GG Israel Studios in Jerusalem. Die Szenen auf den Flughäfen Beirut, Tel Aviv und Athen wurden im Ben Gurion International Airport in Tel Aviv gedreht.
Nur eine Szene wurde nicht in Israel, sondern im Athener Ellinikon International Airport gedreht. In einigen Szenen erscheinen hebräische Schriftzüge, obwohl die Szene in Beirut spielt. Das Militärflugzeug Hercules C-130 war eine Leihgabe der israelischen Luftwaffe.
Die Dreharbeiten begannen am 18. September 1985 und wurden am 26. November des gleichen Jahres beendet.

## Fortsetzungen
Der Film fand 1990 mit Delta Force 2 – The Columbian Connection eine Fortsetzung, die von Aaron Norris, dem Bruder des erneuten Hauptdarstellers Chuck Norris, inszeniert wurde. Im selben Jahr entstand unter dem Titel Delta Force 3 – The Killing Game eine weitere Fortsetzung; die Regie übernahm dieses Mal Sam Firstenberg, Chuck Norris wirkte jedoch nicht mehr mit. Firstenberg hat auch bei Teil 1 der thematisch ähnlichen Operation Delta Force-Reihe Regie geführt.
Ein vierter Teil mit dem Titel Delta Force 4: The Deadly Dozen, mit Aaron Norris in der Hauptrolle, wurde nicht mehr realisiert.

## Produktion
Delta Force wurde durch die Ereignisse um TWA-Flug 847 inspiriert. Das Filmflugzeug (Boeing 707) war eine Leihgabe der inzwischen nicht mehr existierenden israelischen MAOF Airlines.
Die Produktionskosten betrugen rund 13,5 Millionen US-Dollar. In den Vereinigten Staaten spielte der Film etwa 18 Millionen Dollar ein.
Es war Lee Marvins letzter Film, da dieser am 29. August 1987 an einem Herzinfarkt starb.

## Kritiken
„Klischeehafter, dilettantischer Action-Reißer mit vorgeschobener moralischer Botschaft, der mit politischen Verzerrungen, Feindklischees und Racheinstinkten operiert.“

„Ausgeklügelte Pyrotechnik, gekonnte Stunts und wilde Hetzjagden übertünchen nicht die antiarabische Botschaft, Hanna Schygulla hat hier ihre wohl unpassendste Rolle. Fazit: Pseudomoralische, klischeebeladene Action.“

In einer Analyse von über 900 Hollywoodfilmen hinsichtlich des Bedienens antiarabischer Klischees, vertrat der Autor Jack Shaheen in seinem Buch „Reel Bad Arabs: How Hollywood Vilifies a People“ die Auffassung, Delta Force gehöre zu den "schlimmsten" Top Five.

## Trivia
Delta Force war in Deutschland von 1986 bis 2011 indiziert.